# Aín Mulalzén
Aín Mulalzén (en árabe: عين الحصن‎, en lenguas bereberes: ⵄⵉⵏ ⵍⵃⵙⵏ, en francés: Aïn Lahsan o Aïn Lahcen) es un municipio marroquí en la región de Tánger-Tetuán-Alhucemas. Desde 1912 hasta 1956 perteneció a la zona norte del Protectorado español de Marruecos.